# Asura senara
Asura senara là một loài bướm đêm thuộc phân họ Arctiinae, họ Erebidae.